# Hammerhead (groupe)
Hammerhead s'est formé à l'aube des années 1990 à Fargo, États-Unis, avant de s'installer à Minneapolis, une ville qui aura vu naître la plupart des meilleurs groupes de noise rock de l'époque. Ils seront rapidement signés sur le célèbre label Amphetamine Reptile.
Après sa dissolution, le bassiste et le batteur fonderont un groupe très similaire quoique moins agressif, Vaz.

## Composition du groupe
- Paul Sanders (chant, guitare),
- Paul Erickson (chant, basse),
- Jeff Mooridian Jr. (batterie)

## Discographie
- Ethereal Killer (Amphetamine Reptile) 1993
- Into the Vortex (Amphetamine Reptile) 1994
- Duh, the Big City (Amphetamine Reptile) 1996